# David Alan Stevenson
David Alan Stevenson (Edimburgo, 1854 — 1938) foi um engenheiro civil escocês. Construiu vinte e seis faróis na Escócia e em suas imediações.
Nascido na famosa família Stevenson de engenheiros construtores de faróis, filho de David Stevenson, irmão de Charles Alexander Stevenson e sobrinho de Thomas Stevenson, estudou na Universidade de Edimburgo. Entre 1885 e 1886 construiu três faróis com seu tio, e nos 50 anos seguintes construiu mais 23 faróis com seu irmão. Robert Louis Stevenson foi seu primo e Robert Stevenson foi seu avô.

## Faróis de David Alan Stevenson
- Fidra (1885)
- Oxcar (1886)
- Ailsa Craig (1886)
- Skroo, Fair Isle (1892)
- Helliar Holm (1893)
- Sule Skerry (1895)
- Rattray Head (1895)
- Stroma (1896)
- Tod Head (1897): Catterline, Aberdeenshire, Escócia
- Noup Head (1898)
- Flannan Isles (1899)
- Tiumpan Head (1900)
- Killantringan (1900)
- Barns Ness (1901)
- Bass Rock (1903)
- Hyskeir (1904)
- Trodday (1908)
- Neist Point Lighthouse (1909)
- Rubh Re (1912)
- Milaid Point (1912)
- Maughold Head (1914)
- Copinsay (1915)
- Clyth Ness (1916)
- Duncansby Head (1924)
- Esha Ness (1929)
- Tor Ness (1937)